# Josh Freese
Joshua Ryan Freese (Orlando, 25 de dezembro de 1972) é um baterista estadunidense. Membro da banda de punk rock The Vandals desde 1989 e da banda de new wave Devo desde 1996. Paralelamente, foi integrante das bandas Guns N' Roses de 1997 a 1999, Foo Fighters de 2023 a 2025 e A Perfect Circle de 1999 a 2012, à qual retornou em 2024.
Um prolífico baterista de estúdio e de turnê, Freese participou em mais de 400 álbuns desde 1986 e se apresentou ao vivo com artistas como Nine Inch Nails, Weezer, Sublime with Rome, Sting, 100 gecs, The Offspring e Danny Elfman. Sua considerável carga de trabalho lhe rendeu "a reputação imaculada de um dos bateristas de estúdio mais requisitados do mercado", de acordo com a Variety, enquanto Freese se autodenominou jocosamente de "o baterista freelancer de colarinho azul das estrelas".

## Carreira
Foi membro de turnê da banda de rock alternativo Paramore, no lugar do ex-baterista da banda Zac Farro. Também atua na banda Devo e na banda Sublime with Rome, substituindo o antigo baterista, Bud Gaugh, que saiu da banda pelo fato de estar sendo, novamente, pai.
Já tendo tocado em três álbuns e mais uma canção do The Offspring, entre 2021 e 2023 foi baterista em uma turnê da banda substituindo Pete Parada, que foi demitido após recusar-se a tomar a vacina de COVID-19.
Em maio de 2023, Josh foi anunciado como o novo baterista do Foo Fighters, tocando na turnê do álbum But Here We Are.